# ジェリー・マリガン
ジェリー・マリガン（Gerry Mulligan、本名：Gerald Joseph Mulligan、1927年4月6日 - 1996年1月20日）はアメリカ合衆国出身のジャズ・ミュージシャン。サックス奏者、作曲家、編曲家。ジャズ界では数少ないバリトン・サックス奏者であり、ピアニストとしても知られた。

## 経歴

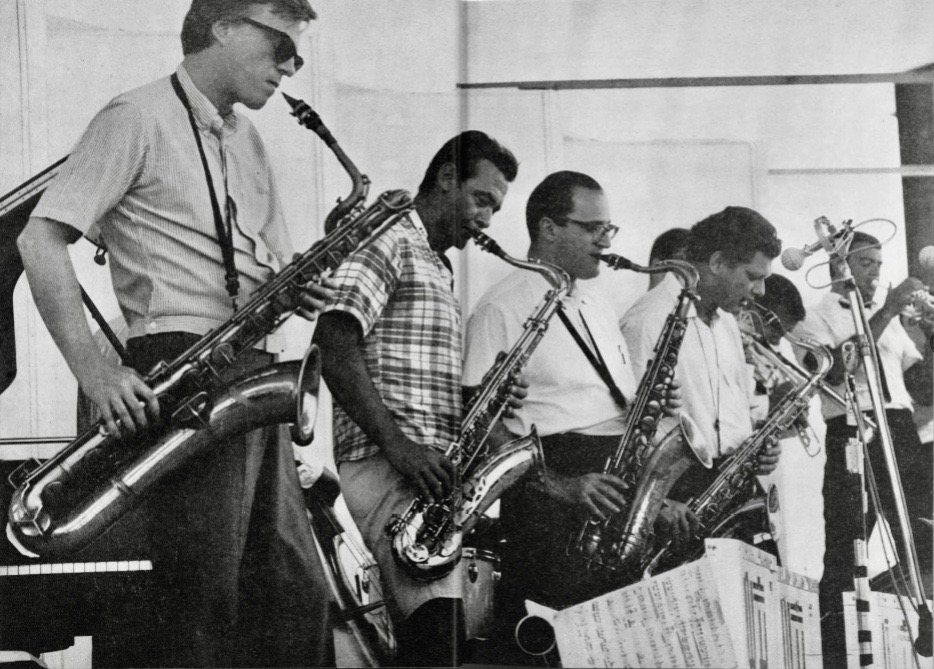
左からジェリー・マリガン、スタン・ゲッツ、アル・コーン、ズート・シムズ。1966年7月3日、ニューポート・ジャズ・フェスティバルにて。

ニューヨーク市クイーンズ区で生まれ、エリー鉄道に勤務していた父の仕事の都合でオハイオ州マリオンに転居する。
1940年代後半からフィラデルフィアで活動を開始、ギル・エヴァンスとの出会いをきっかけにクロード・ソーンヒルのビッグバンドなどのためにアレンジを本格的に手がけるようになり、二十歳そこそこの若さにして、洗練されたモダンなアレンジで、ソフトなダンスバンドであったソーンヒル楽団のスタイル革新に貢献した。
その経験を活かし、1940年代末には、後にアルバム「クールの誕生 (Birth of Cool) 」として録音がまとめられたマイルス・デイヴィスのビッグ・コンボに参加、バリトンサックスでの演奏の他、「ジェル (Jeru) 」「ミロのヴィーナス (Venus De Milo) 」などの作曲などを担当する。そのほか、モダン・ジャズ・ビッグバンドの代表的存在であるスタン・ケントン・オーケストラにも編曲を提供した。
1952年、カリフォルニア州に移り、トランペットのチェット・ベイカーらとピアノレスカルテットを結成。わずか1年間の活動であったが、リズムセクションに鍵盤楽器が必須とされていたジャズの世界に於いては画期的な出来事であり、この動きがアメリカ西海岸におけるウエストコースト・ジャズの顕在化につながっていくことになる。マリガン・カルテットのデビュー・アルバムである「Gerry Mulligan Quartet」は、「バーニーズ・チューン」などが収められ、大きなヒットとなった。マリガンはウエストコースト・ジャズの中心的人物として西海岸に拠点を置きつつ、ベン・ウェブスター、デイヴ・ブルーベック、セロニアス・モンク、ズート・シムズらと交流を深めていった。
1956年、ニューヨークに戻り、セロニアス・モンク等と共演。1958年には、映画『私は死にたくない』に出演している。
1963年にはアート・ファーマーらをメンバーに招き、リーダー作「ナイト・ライツ (Night Lights) 」を発表。1950年代のプログレッシヴな作品とは異なった静謐なスタイルが貫かれており、彼の代表作となる。ちなみにタイトル曲では、マリガンはピアノを演奏している（後年、CDのボーナストラックとして1965年にマリガンがクラリネットを演奏したテイクも収録されている）。
1970年代、当時イタリアを活動拠点にしていたバンドネオン奏者のアストル・ピアソラと意気投合、競演作 Summit を製作した 。
1980年代に入るとフュージョン色の強い音楽性を指向するようになり、「リトル・ビッグホーン (Little Big Horn) 」などのフュージョンアルバムを発表するようになる。この頃に世界ツアーも行っている。
他に共演者はジーン・クルーパ、チコ・ハミルトン、ボブ・ブルックマイヤー、ジーン・クイル等が挙げられる。
1996年1月20日、膝の外傷が元でコネチカット州ダリエンにて死去。享年68歳。